# Herbécourt

Herbécourt este o comună în departamentul Somme, Franța. În 1 ianuarie 2022 avea o populație de 181 de locuitori.